# اینان، اهیم
اینان، اهیم (به لاتین: Ainan, Ehime) یک سکونتگاه مسکونی در ژاپن است که در استان اهیمه واقع شده‌است.

## خصوصیات
اینان ۲۷٬۴۶۶ نفر جمعیت دارد.